# География Камчатского края

Камчатский край — субъект Российской Федерации, занимающий территорию полуострова Камчатка, на севере и прилегающую часть материка, а также остров Карагинский и Командорские острова. Омывается с востока Беринговым морем Тихого океана (протяженность береговой линии более 2000 км), с запада — Охотским морем (протяженность берега примерно 2000 км).
По территории Камчатского края протекают до 14 100 рек и ручьев. Основные реки: Камчатка (протяженность 758 км), Пенжина (713 км), Куюл (Таловка) (458 км), Вывенка (395 км), Пахача (293 км), Апука (296 км), Укэлаят (288 км). Озёра: Таловское (44 км²), Паланское (28 км²).
Рельеф преимущественно горный. Основные горные хребты — Срединный (протяженность около 900 км), Восточный, Ветвейский, Пенжинский, Пахачинский, Олюторский. Основные вершины — Хувхойтун (2613 м), Ледяная (2562 м), Острая (2552 м), Шишель (2531 м), сопка Тылеле (2234 м).

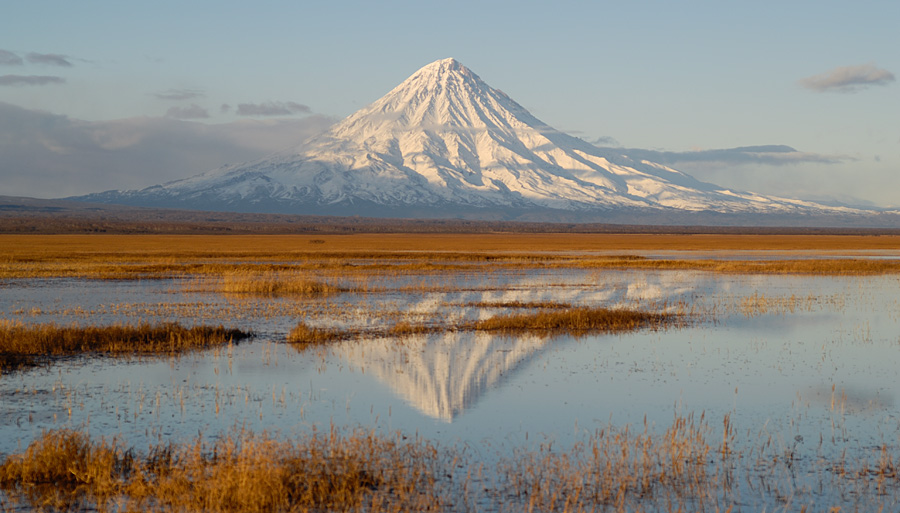
Кроноцкая Сопка

Камчатка относится к зоне активной вулканической деятельности, имеет около 300 крупных и средних вулканов, 29 из них действующие. Самый большой вулкан Евразии — Ключевская Сопка (высота 4750 м). С деятельностью вулканов связано образование многих полезных ископаемых, а также проявление гидрогеотермальной активности: образование фумарол, гейзеров и горячих источников.
Вулканы Камчатки — объект Всемирного наследия ЮНЕСКО. Её наиболее известная часть — Долина гейзеров, которую активно посещают туристы, несмотря на природную катастрофу 2007 года. Долина выбрана одним из Семи чудес России.

## Площадь и население
Площадь Камчатского края составляет площадь 464,3 тыс. км² (2,7 % от площади РФ).
Население составляет 317,3 тысяч человек.

## Климат
Климат в северной части края — субарктический, на побережьях — умеренный морской с муссонным характером, во внутренних районах — континентальный. Зима продолжительная, снежная, средние температуры января-февраля от −7… −8 °C на юге и юго-востоке, −10… −12 °C на западе до −19… −24 °C в центре и на севере. Лето короткое, обычно прохладное и дождливое, средние температуры июля и августа от +10…+12 °C на западе, +12…+14 °C на юго-востоке и до +16 °C в центральной части. Количество осадков сильно варьируется: от 300 мм в год на крайнем северо-западе края до 2500 мм в год на юго-востоке.

## Природа
Большая часть полуострова покрыта лесами из каменной берёзы, в верхних частях склонов гор распространены ольховый и кедровый стланики. В центральной части, особенно в долине реки Камчатки, распространены леса из лиственницы курильской и ели аянской. В поймах рек растут леса с участием тополя душистого, ольхи волосистой, чозении, ивы сахалинской. Во втором ярусе и подлеске распространены боярышник зеленомякотный, черемуха азиатская, рябина камчатская, кустарники — бузина камчатская, шиповник тупоушковый, рябина бузинолистная, жимолость камчатская, таволга, кустарниковые ивы и многие другие виды. Для Камчатки, особенно для прибрежных территорий, характерно высокотравье — такие виды, как шеломайник камчатский, дудник медвежий, борщевик сладкий достигают в высоту 3—4 метров.
Животный мир представлен множеством видов, среди наиболее крупных сухопутных млекопитающих — бурый медведь, снежный баран, северный олень, лось, росомаха. Также распространены лисица, соболь, белка, норка, горностай, ласка, ондатра, суслик арктический, черношапочный сурок, пищухи, полёвки и бурозубки. Волк довольно редок и более характерен для северной части полуострова. Среди сравнительно редких видов на Камчатке также рукокрылые, или летучие мыши — ночница Брандта, северный кожанок, восточный бурый ушан (предположительно встречается в низовьях реки Камчатки). На побережьях и в прибрежных водах обитают каланы, сивучи, морские котики, ларги, антуры, китообразные — косатки, серые киты, морские свиньи и другие.
На Камчатке встречается около 240 видов птиц, среди которых особенно заметны морские колониальные и водно-болотные виды. Также многочисленны воробьинообразные, встречаются хищные птицы (белоплечий орлан, орлан-белохвост, беркут, кречет, сапсан, ястреб-тетеревятник, скопа и др.)
Сухопутных рептилий на полуострове нет, земноводных всего два вида — сибирский углозуб и озёрная лягушка.
Природа Камчатки уникальна. Для её сохранения образованы охраняемые территории, занимающие около 14,5 % территории края.
Существует шесть особо охраняемых природных территорий федерального значения (три государственных заповедника, один заказник федерального значения «Южно-Камчатский», две санаторно-курортные местности — «Курорт Паратунка», «Малкинские минеральные воды»); четыре природных парка регионального значения («Налычево», «Быстринский», «Южно-Камчатский», «Ключевской»); 22 заказника регионального значения; 116 памятников природы; четыре особо охраняемые природные территории (ландшафтный природный парк «Голубые озера», Юго-западный тундровый и Соболевский заказники).
Заповедники края:
- Корякский заповедник, включающий мыс Говена, бухту Лаврова и Парапольский дол (327 тыс. га)
- Кроноцкий заповедник
- Командорский заповедник на Командорских островах

К природным заказникам относятся: остров Карагинский (193 тыс. га), река Морошечная (150 тыс. га), река Белая (90 тыс. га), озеро Паланское (88 тыс. га), лагуна Каазарок (17 тыс. га), Утхолок (50 тыс. га) и др.
Известные памятники природы: Долина гейзеров, Паланские геотермальные источники, бухта Анастасии, остров Маньчжур, лиственничный лес, аметисты реки Шаманка.
Регион обладает значительным гидроэнергопотенциалом:
- Пенжинская губа Охотского моря обладает колоссальным приливным потенциалом, оценённым в советское время в рамках проекта Пенжинской ПЭС мощностью в 87 ГВт
- Значителен потенциал рек полуострова, реализованный лишь несколькими объектами, в частности — Толмачёвскими ГЭС суммарной мощностью 45,2 МВт. Суммарный же потенциал рек оценивается в размере до 20 ГВт рабочей мощности.
- Также велик потенциал парогидротерм Камчатки, в том числе и низкотемпературных, способных стабильно обеспечивать теплоэнергией, а суммарно оцениваемый электропотенциал достигает 1 ГВт. Среди основных месторождений:
  - Мутновское (вырабатывается до 413,6 млн кВт·ч электроэнергии в год на Мутновской и Верхне-Мутновской ГеоЭС)
  - Паужетское (вырабатывается до 60 млн кВт·ч электроэнергии в год на Паужетской ГеоЭС)
- Высок ветропотенциал побережья, особенно в Усть-Камчатском, Соболевском районах и на м. Лопатка. Действуют две ветроэлектростанции: в селе Никольское на Командорских островах и посёлке Октябрьский[4].

В 2010 году на Камчатке электроэнергии вырабатывалось на 40 % больше необходимого, однако, в одних местах наблюдался её излишек, а в других — недостаток. Выход существует в строительстве линий, но из-за сложного рельефа местности и удалённости Камчатского края проект не осуществляется.